# Placekicker

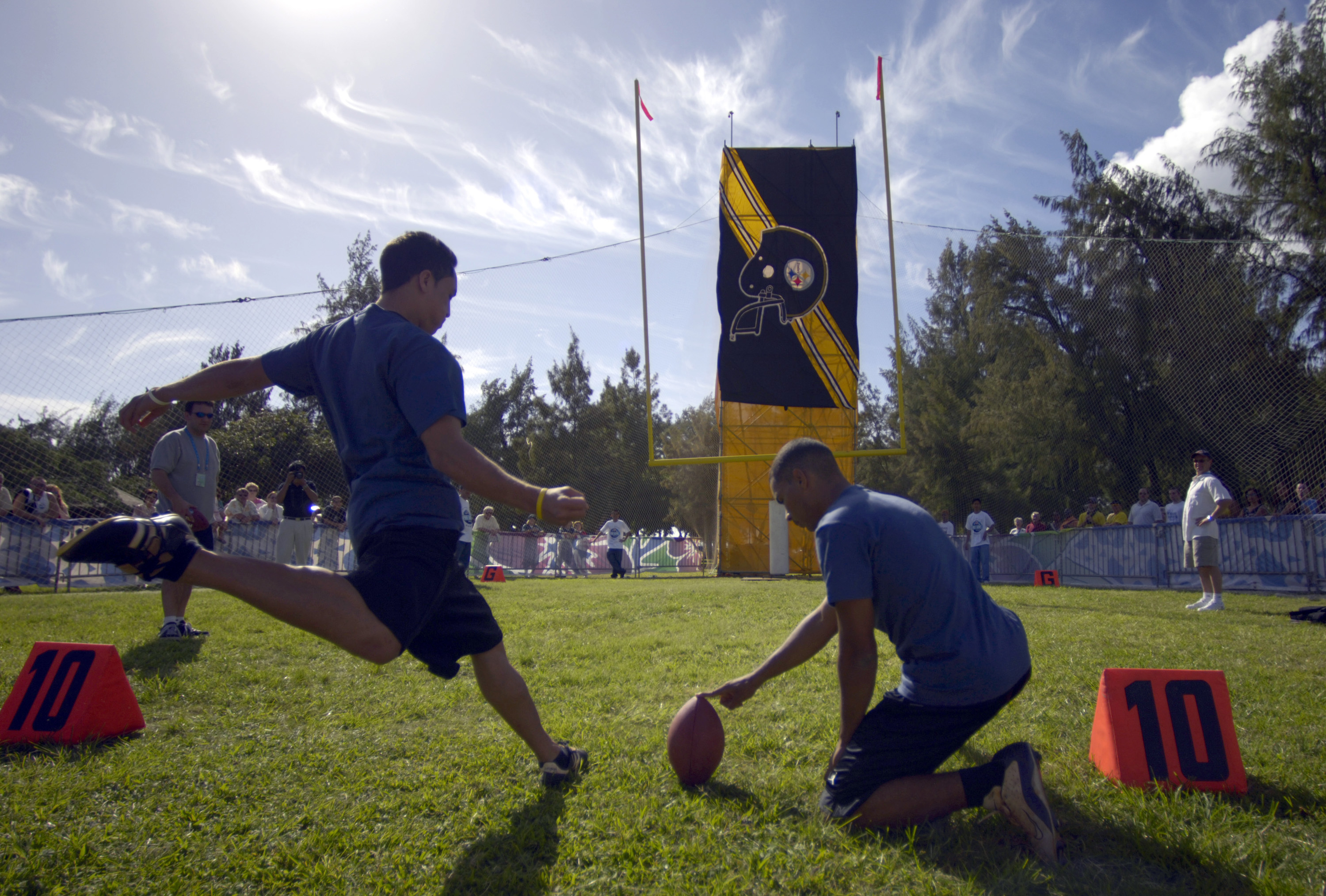
O chutador (kicker) fazendo o chute de field goal.

Placekicker, ou simplesmente kicker (em português: Chutador), é uma posição do futebol americano que atua no time de especialistas cuja responsabilidade é chutar os field goals, extra points e, como na maioria dos casos, fazer os kickoffs.
A posição de Kicker não é tão valorizada, sendo esta uma das posições mais mal pagas do futebol americano na NFL. Apesar de serem desvaloriazados, os kickes já foram responsáveis pela vitória de vários times em situações importantes, como o chutador Adam Vinatieri, cujos chutes garantiram três Super Bowls para New England.